# Vělopolí
Vělopolí (polnisch Wielopole, deutsch Wielopoli) ist eine Gemeinde in Tschechien. Sie liegt sechs Kilometer südwestlich von Český Těšín und gehört zum Okres Frýdek-Místek.

## Geographie
Die Streusiedlung Vělopolí befindet sich auf einem Höhenrücken im Quellgebiet des Baches Vělopolka zwischen den Flüssen Ropičanka und Stonávka im Beskidenvorland. Nördlich verläuft die Schnellstraße R 48/E 462.
Nachbarorte sind Běrnoutí und Horní Žukov im Norden, Dolní Žukov und Kozačinec im Nordosten, Ropice im Osten, Konska und Nebory im Südosten, Střítež und Hnojník im Süden, Vyrubané und Horní Tošanovice im Südwesten, Horní Třanovice und Hůrka im Westen sowie Třanovice im Nordwesten.

## Geschichte
Erstmals schriftlich erwähnt wurde das Dorf 1448 als Besitz des Matouš von Vělopolí. Ab 1545 besaßen die Pelhřim von Třánkovice (Pelchrzim) den Ort. Zwischen 1608 und 1629 gehörte das Dorf Erasmus Rucký von Rudz, ihm folgten die Mitrovský von Nemyšl und Adam Bees von Chrostin. Letzterer verkaufte das Gut 1665 Vělopolí an Kaspar Tluck von Toschonowitz. Von dessen Witwe erwarb es 1671 Gottfried Logau von Altenberg und schloss es an die Grundherrschaft Střítež an. 1792 erwarb die Teschener Kammer zusammen mit Střítež auch Vělopolí. Die Bewohner des Dorfes lebten von der Landwirtschaft. Westlich des Dorfes wurde bei Gurka Schotter gebrochen.
Nach der Aufhebung der Patrimonialherrschaften bildete Wielopoly ab 1850 eine Gemeinde im Bezirk Teschen. Ab 1920 gehörte der Ort zum Bezirk Český Těšín. 1938 kam er als Teil des Olsagebiets zu Polen. Von 1939 bis 1945 gehörte Wielopole zum Landkreis Teschen und kam nach Kriegsende zur Tschechoslowakei zurück. nach der Auflösung des Okres Český Těšín wurde die Gemeinde 1961 dem Okres Frýdek-Místek zugeordnet. Im Jahre 1980 wurde Vělopolí nach Hnojník eingemeindet, seit 1990 besteht die Gemeinde wieder. In Vělopolí lebt eine polnische Minderheit, stammende aus der Gruppe der Teschener Walachen, der etwa 19 % der Einwohner angehören.

## Gemeindegliederung
Für die Gemeinde Vělopolí sind keine Ortsteile ausgewiesen.

## Sehenswürdigkeiten
- alte Linde, gepflanzt um 1850, Baumdenkmal
- historische Bauerngehöfte und Chaluppen

## Söhne und Töchter der Gemeinde
- Stanisław Kaczmarczyk (auch Stanislav Kaczmarczyk) (1936–2021), evangelischer Prediger[2]